# Nototriton brodiei
Nototriton brodiei là một loài kỳ giông trong họ Plethodontidae. Trong tiếng Anh nó thường được gọi là the Cerro Pozo de Agua Moss Salamander.
Nó được tìm thấy ở Guatemala và có thể cả Honduras.
Các môi trường sống tự nhiên của chúng là vùng núi ẩm nhiệt đới hoặc cận nhiệt đới và sông.
Nó bị đe dọa do mất môi trường sống.